# Zoarces fedorovi
Zoarces fedorovi is een straalvinnige vissensoort uit de familie van de puitalen (Zoarcidae). De wetenschappelijke naam van de soort is voor het eerst geldig gepubliceerd in 2007 door Chereshnev, Nazarkin & Chegodaeva.